# Pedro Duarte (jornalista)
Pedro Duarte (Salvador, 26 de janeiro de 1987) é um jornalista, roteirista e escritor brasileiro. É conhecido por ser um dos fundadores e apresentadores do podcast THIS IS BRAZIL e também por livros como Gastaria Tudo com Pizza (2019).

## Carreira
Pedro cursou Jornalismo na Faculdade Social da Bahia.
Em 2013, fundou o podcast Bacanudo, que esteve ativo até 2017. O Bacanudo deu origem ao Festival Bacanudo, que acontecia anualmente entre 2014 e 2017, nas cidades de Salvador, Fortaleza, Recife e Brasília.
Ao longo da carreira, colaborou com jornais e veículos como TechTudo, Estado de Minas, A Tarde e Superinteressante. Em 2016, passou a atuar no Jovem Nerd, do qual foi editor-chefe e gerente de conteúdo até 2022.
Na literatura, sua obra de maior destaque é Gastaria Tudo com Pizza, publicada em 2019. Em 2014, publicou sua obra de estreia, Tony Moon: Está Tudo Fora de Controle, Cara! pelo selo Bacanudo Livros, criado por ele. O livro teve os direitos adquiridos pela editora LeYa e relançado em 2016. Em 2015, lançou, também de forma independente, a história em quadrinhos Tony Moon: A Vida Acontece! no FIQ (Festival Internacional de Quadrinhos). Em 2020, publicou o conto "Seu Bartolomeu do Futuro".
O seu podcast, THIS IS BRAZIL, foi lançado em março de 2020 e ganhou destaque nacional em poucos meses. Foi considerado um dos melhores podcasts de 2020 pela plataforma Spotify.
Em 2023, Pedro Duarte lançou o podcast de culinária De Raspar o Tacho em parceria com a Globo.

## Obras
- Tony Moon: Está Tudo Fora de Controle, Cara! (2014)
- Tony Moon: A Vida Acontece! (2015)
- Gastaria Tudo com Pizza (2019)